# هایکو پاولا (هاوایی)
هایکو پاولا (به انگلیسی: Haiku-Pauwela) یک منطقهٔ مسکونی در ایالات متحده آمریکا است که در شهرستان ماویی، هاوایی واقع شده‌است. هایکو پاولا ۴۹٫۶ کیلومتر مربع مساحت و ۸٬۱۱۸ نفر جمعیت دارد.